# Нагорна Ольга Василівна
О́льга Васи́лівна Наго́рна (нар. 18 січня 1969, Київ) — співачка (сопрано). Народна артистка України (2015). Лауреат Малої Державної премії України імені Тараса Шевченка 1998 року

## З життєпису
Закінчила навчання в Національній музичній академії України ім. П. І. Чайковського 1994 року. Виступає в Національній опері України.
Виконувала наступні ролі:
- Анна («Анна Ярославна — королева Франції» А. Рудницького),
- Марфа («Царева наречена» М. Римського-Корсакова),
- Прилепа («Пікова дама» П. Чайковського),
- Розіна («Севільський цирульник» Дж. Россіні),
- Джільда («Ріголетто» Дж. Верді),
- Адіна та Лючія («Любовний напій», «Лючія ді Ламмермур» Г. Доніцетті),
- Мімі («Богема» Дж. Пуччіні),
- Мікаела («Кармен» Ж. Бізе),
- Донна Анна («Дон Жуан» В. А. Моцарта).

## Державні нагороди
- Народний артист України (6 березня 2015) — за значний особистий внесок у соціально-економічний, науково-технічний, культурно-освітній розвиток Української держави, вагомі професійні здобутки та самовіддане служіння Українському народові[1]
- Заслужений артист України (23 серпня 1999) — за вагомий особистий внесок у розвиток української культури, високий професіоналізм[2]
- Мала Державна премія України імені Тараса Шевченка 1998 року — разом із М. П. Дідиком — за виконання головних партій Джільди і Герцога в опері «Ріголетто» Джузеппе Верді у Національній опері України[3]